# Іберизм
Іберизм — ідеологічні концепції, завдання яких — поглиблення відносин між Іспанією та Португалією за всіма можливими напрямами співробітництва, у будь-яких формах та на будь-яких рівнях. Доктрина іберизму наголошує на культурну спільність народів двох країн, на безперервний і стабільний протягом усієї історії Іспанії та всієї історії Португалії їх взаємний вплив. Ці концепції, просуваючи економічну і політичну інтеграцію, не ставлять під сумнів своєрідність кожної з країн, але відкидають доцільність будь-яких інституційних обмежень спільної діяльності суб'єктів в Іспанії та Португалії.
Іберизм за значимістю для суспільної думки XIX століття і за схожістю завдань може бути порівняний з Рісорджіменто та об'єднанням Німеччини.